# Gabriel Číž
Gabriel Číž (23. března 1908 – ???) byl slovenský a československý politik Komunistické strany Slovenska a poúnorový poslanec Národního shromáždění ČSSR.

## Biografie
V roce 1945 se uvádí jako člen Ústředního výboru Komunistické strany Slovenska a účastník celoslovenské konference KSS. Ve volbách roku 1960 byl zvolen za KSS do Národního shromáždění ČSSR za Středoslovenský kraj. V parlamentu setrval až do konce funkčního období, tedy do voleb roku 1964.